# Chidi Imoh
Chidi Imoh (Nigeria, 27 de agosto de 1963) es un atleta nigeriano retirado, especializado en la prueba de 4 x 100 m en la que llegó a ser subcampeón olímpico en 1992.

## Carrera deportiva
En los JJ. OO. de Barcelona 1992 ganó la medalla de plata en los relevos 4 x 100 metros, con un tiempo de 37.98 segundos, llegando a meta tras Estados Unidos (oro) y por delante de Cuba (bronce), siendo sus compañeros de equipo: Oluyemi Kayode, Olapade Adeniken, Davidson Ezinwa y Osmond Ezinwa.